# Camerino
Camerino là một đô thị với 7.000 dân ở vùng Marche, tỉnh Macerata, Italia. Đô thị này nằm ở khu vực Apennines giáp với Umbria, giữa các thung lũng sông Potenza và Chienti, cách Ancona 40 dặm Anh.

## CácFrazioni
Agnano, Arcofiato, Arnano, Campolarzo, Capolapiaggia, Caselle, Colle Altino, Mecciano, Mergnano San Pietro, Mergnano San Savino, Mistrano, Morro, Paganico, Palentuccio, Perito, Piampalente, Pian d'Aiello, Piegusciano, Polverina, Pontelatrave, Ponti, Pozzuolo, Rocca d'Aiello, Sabbieta Alta, San Luca, San Marcello, Santa Lucia, Sant'Erasmo, Sellano, Sentino, Selvazzano, Sfercia, Strada, Torrone, Tuseggia, Valle Vegenana, Varano.